# Hyles gallii

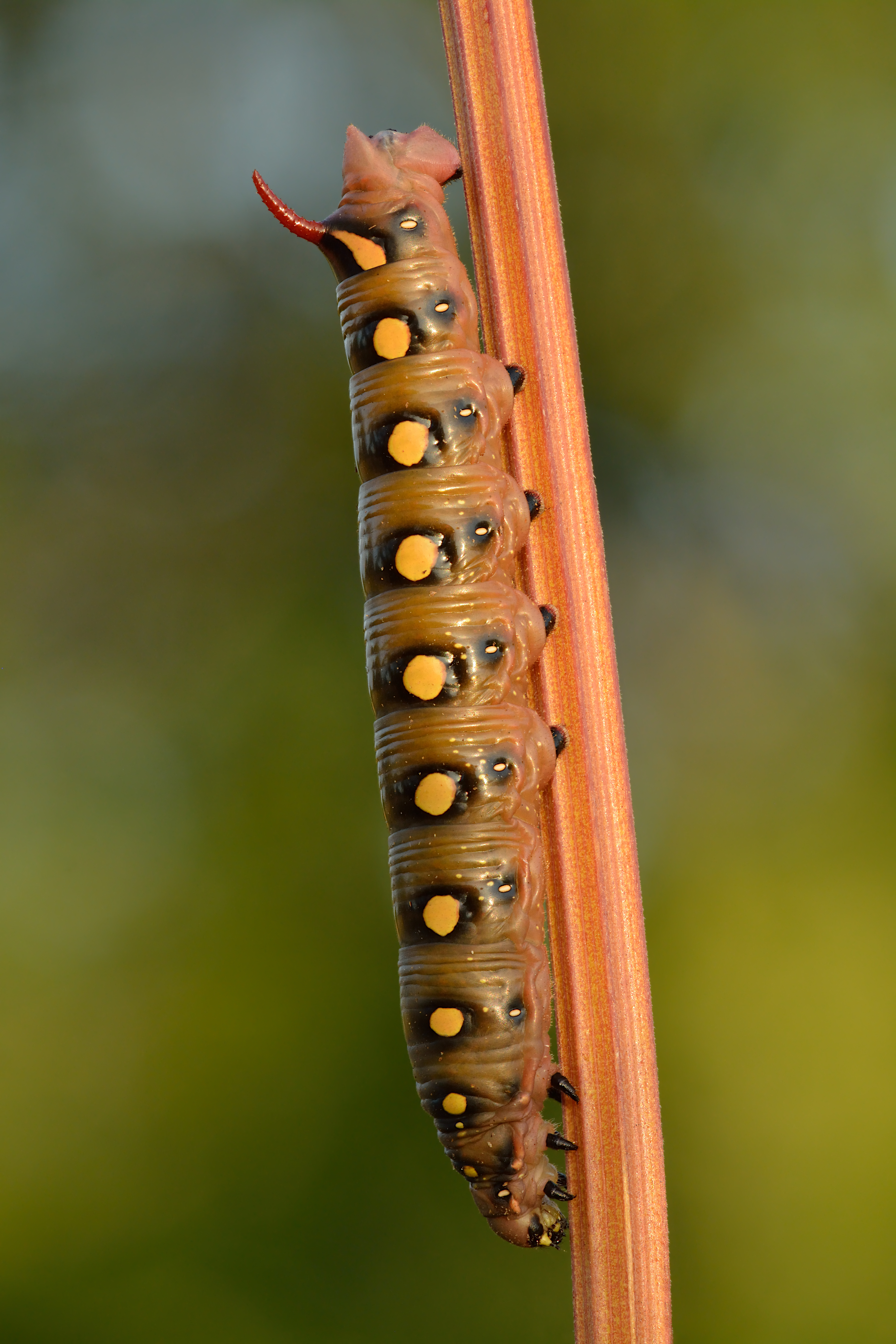
Oruga

Hyles gallii es una especie de lepidóptero ditrisio de la familia Sphingidae que habita en Norteamérica, Europa, Asia Central y Japón.

## Características
Las alas delanteras son mayores y son de marrón con una raya central de color beis y una línea inferior negra. Las alas posteriores son de color marrón con una franja central de color rojo y una raya negra.

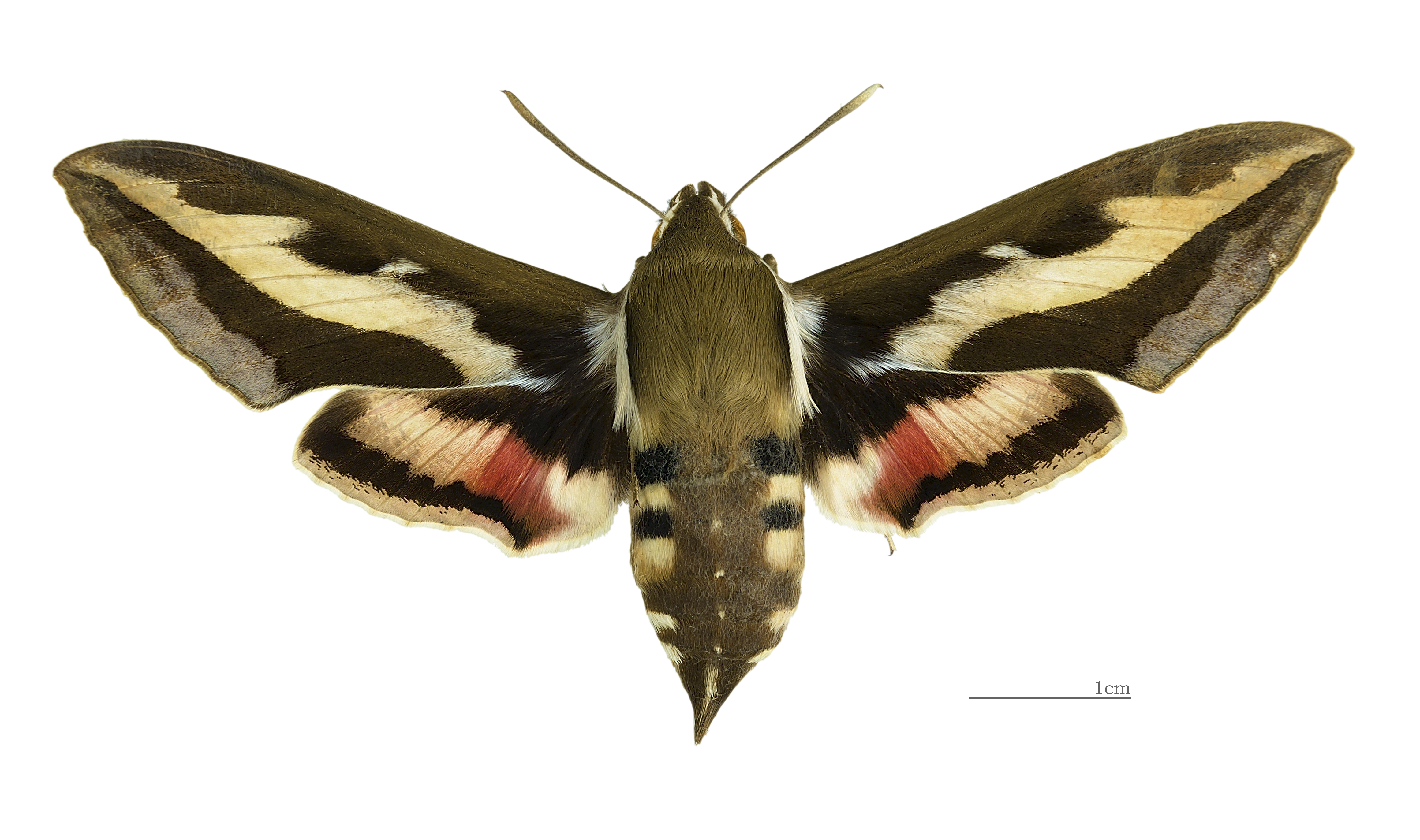
♀ vista dorsal
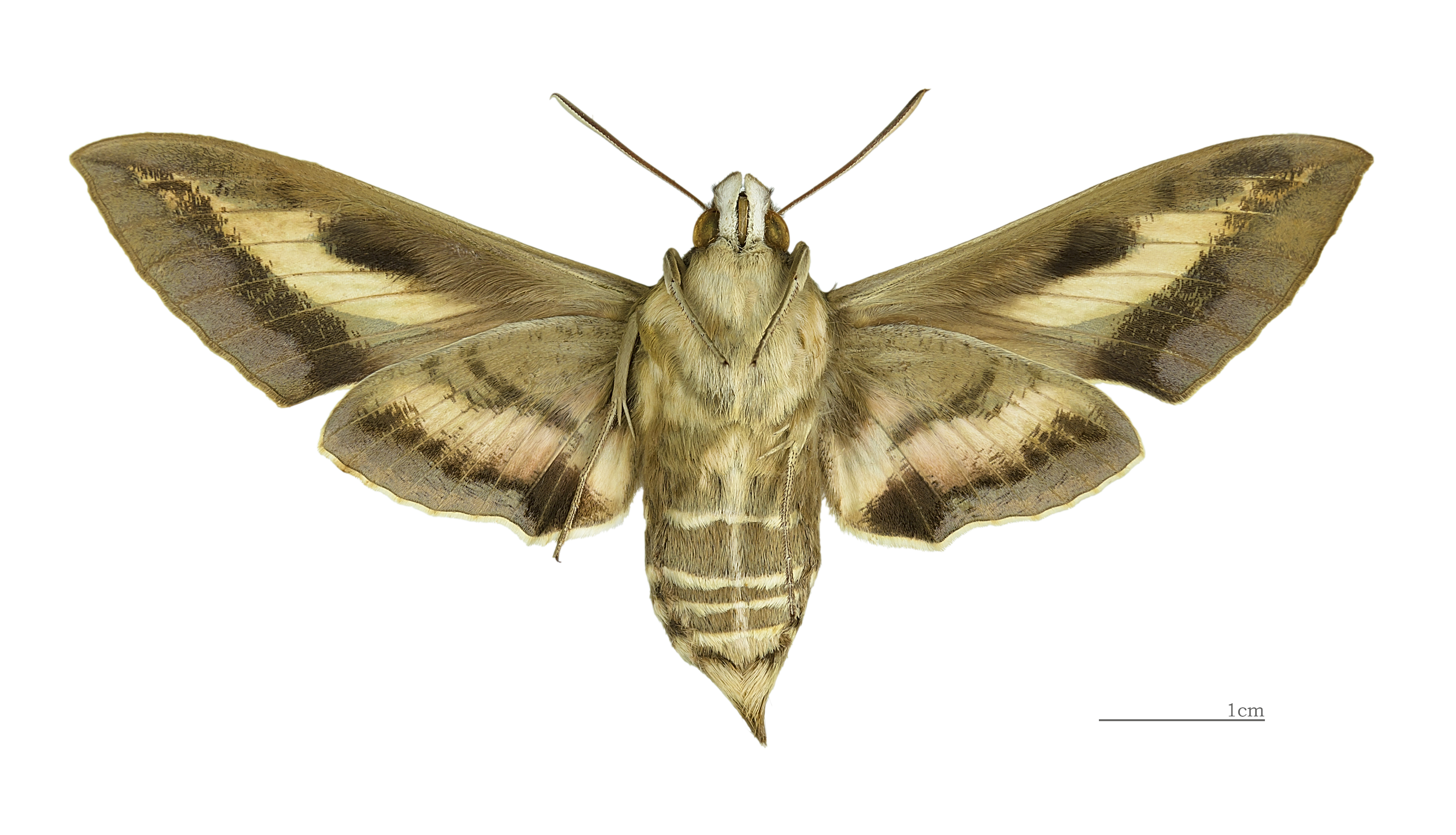
♀ vista ventral
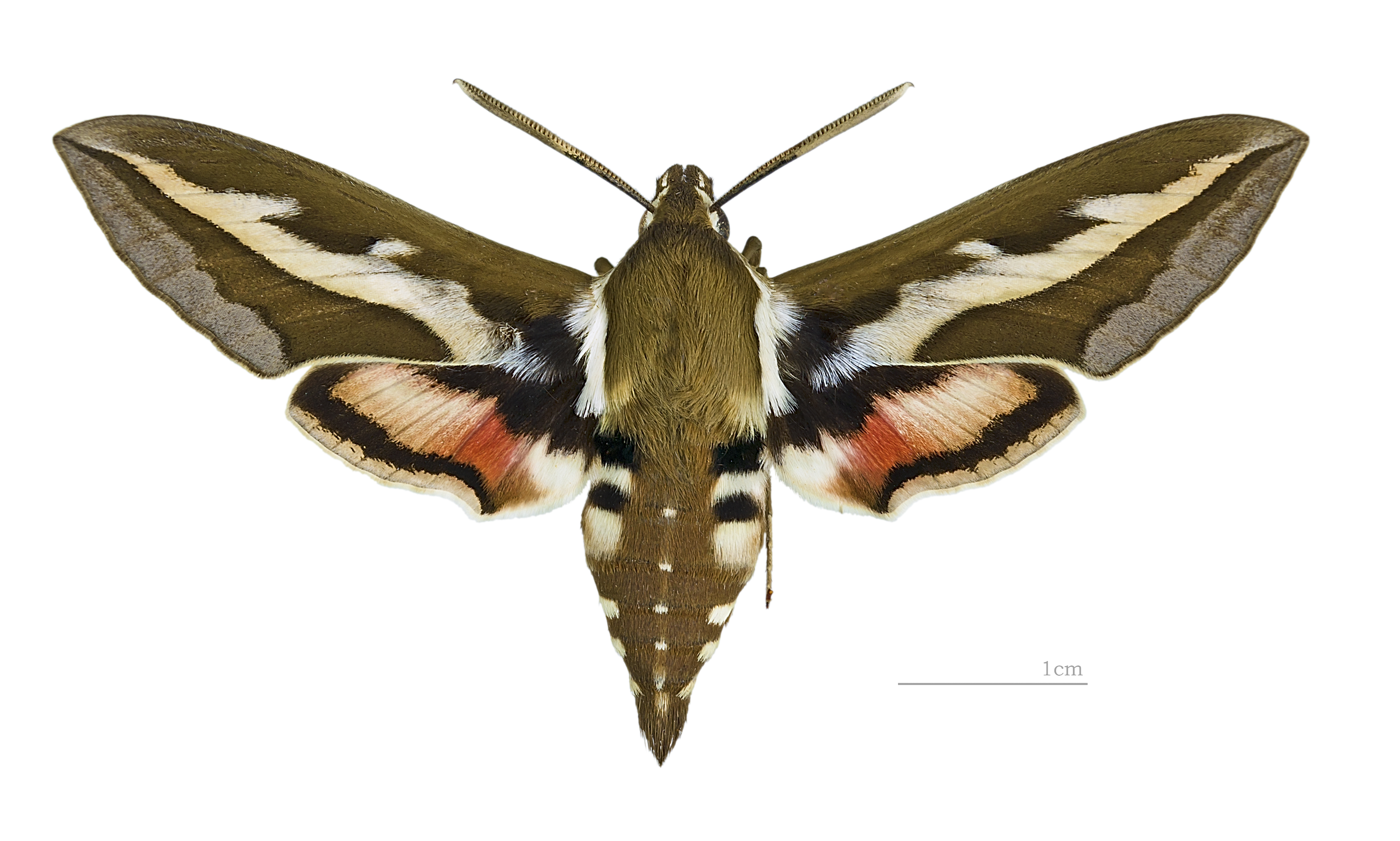
♂ vista dorsal
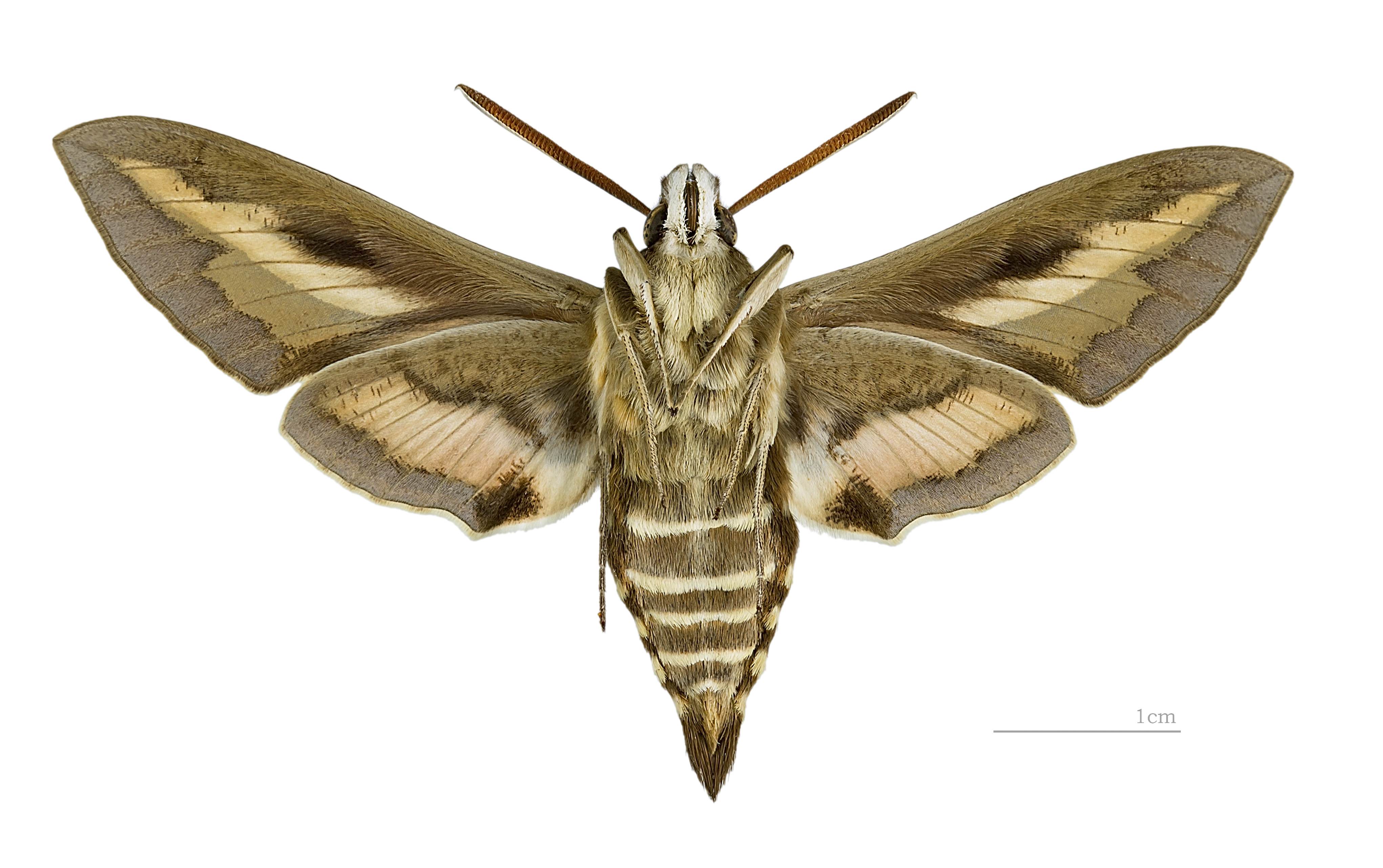
♂ vista ventral

## Historia natural
Las larvas se alimentan de abedules, sauces, Epilobium, Chamaenerion, Godetia, Clarkia, Fuchsia, Circaea, Plantago y Galium.